# Picris
Genre
Synonymes
- Deckera Sch. Bip.[2]
- Hagioseris Boiss.[3]
- Medicusia Moench[3]
- Spitzelia Sch. Bip.[2]

Picris (les picrides) est un genre de plante à fleurs de la famille des Astéracées (anciennement les Composées), de la sous-famille des Cichorioideae (syn. Lactucoidea) et de la tribu des Cichorieae (syn. Lactuceae).
Ce sont des plantes herbacées.

## Phytonymie
Picris vient du grec pikros, « amer », en référence à l'amertume de ses feuilles comestibles.

## Liste d'espèces
Selon Tropicos (13 mai 2020) (attention liste brute contenant possiblement des synonymes) :
- Picris abyssinica Sch. Bip.
- Picris aculeata Vahl
- Picris afghanica Rech. f. & Köie
- Picris altissima Delile
- Picris angustifolia DC.
- Picris angustissima Arv.-Touv.
- Picris aspera Gilib.
- Picris asperrima Lindl.
- Picris auriculata Sch. Bip.
- Picris babylonica Hand.-Mazz.
- Picris barbarorum Lindl.
- Picris burbidgeae S. Holzapfel
- Picris canescens (Steven) V.N. Vassil.
- Picris carolorum-henricorum Lack
- Picris comosa P.D. Jackson
- Picris compacta S. Holzapfel
- Picris conyzoides Lack & S. Holzapfel
- Picris corymbosa Gren. & Godr.
- Picris crepidioides Miyabe & Kudô
- Picris crepoides Saut.
- Picris crinita Reut.
- Picris damascena Boiss. & Gaill.
- Picris davurica Fisch. ex Hornem.
- Picris divaricata Vaniot
- Picris drummondii S. Holzapfel
- Picris echioides L.
- Picris eichleri Lack & S. Holzapfel
- Picris evae Lack
- Picris filii (Hochst. ex Seub.) Benth. & Hook. f.
- Picris grandiflora V. Ten.
- Picris hieracioides L.
- Picris hispanica P.D. Sell
- Picris humilis DC.
- Picris integrifolia Desf.
- Picris japonica Thunb.
- Picris junnanensis V.N. Vassil.
- Picris kaimaensis Kitam.
- Picris kamtschatica Ledeb.
- Picris koreana (Kitam.) Vorosch.
- Picris kotschyi Boiss.
- Picris laciniata Vis.
- Picris longifolia Boiss. & Reut.
- Picris mairei H. Lév.
- Picris mauginiana Pamp.
- Picris monticola Lamotte
- Picris morrisonensis Hayata
- Picris nuristanica Bornm.
- Picris ohwiana Kitam.
- Picris oligocephala Schur
- Picris paleacea Vest
- Picris pauciflora Willd.
- Picris pyrenaica L.
- Picris radicata Less.
- Picris repens Lour.
- Picris rhagadioloides (L.) Desf.
- Picris rielii Sennen
- Picris rigens (Aiton) Schult.
- Picris rigida Ledeb. ex Spreng.
- Picris ruderalis F.W. Schmidt ex Willd.
- Picris saharae (Coss. & Kralik) Hochr.
- Picris scabra Forssk.
- Picris setulosa Guss., Pass. & Gibelli ex Ces.
- Picris similis V.N. Vassil.
- Picris sonchoides Vest
- Picris spinifera Franco
- Picris spinulosa Bertol. ex Guss.
- Picris sprengeriana (L.) Poir.
- Picris squarrosa Steetz
- Picris strigosa M. Bieb.
- Picris tatrae Borbás
- Picris turcomanica Soják
- Picris umbellata Nees ex Bluff & Fingerh.
- Picris villarsii Jord.
- Picris virens Desf.
- Picris wagenitzii Lack
- Picris willkommii (Sch. Bip. ex Willk.) Nyman

## Utilisations
Les jeunes feuilles en rosette de plusieurs espèces sont comestibles crues, mais elles deviennent rapidement coriaces et se chargent d'amertume, d'où leur consommation plutôt blanchies ou cuites.